# Stephanotheca
Stephanotheca är ett släkte av svampar. Stephanotheca ingår i familjen Elsinoaceae, ordningen Myriangiales, klassen Dothideomycetes, divisionen sporsäcksvampar och riket svampar.
|               | Elsinoë                                   |
|               |                                           |
|               | Sphaceloma                                |
|               |                                           |
|               | Molleriella                               |
|               |                                           |
|               | Uleomycina                                |
|               |                                           |
|               | Moelleriella                              |
|               |                                           |
|               | Xenodium                                  |
|               |                                           |
|               | Xenodiella                                |
|               |                                           |
|               | Hyalotheles                               |
|               |                                           |
| Stephanotheca | \| \| Stephanotheca micromera \| \| \| \| |
|               | \| \| Stephanotheca micromera \| \| \| \| |
|               | Saccardinula                              |
|               |                                           |
|               | Beelia                                    |
|               |                                           |
|               | Butleria                                  |
|               |                                           |
|               | Micularia                                 |
|               |                                           |
|               | Stephanotheca micromera                   |
|               |                                           |

|  | Stephanotheca micromera |
|  |                         |